# Quilombo urbano
Quilombo urbano é uma designação contemporânea para comunidades negras situadas em áreas urbanas que se organizam com base na ancestralidade africana, resistência histórica e práticas coletivas. Embora o termo “quilombo” remeta originalmente aos espaços rurais de refúgio de negros escravizados, a noção de quilombo urbano reconhece a continuidade dessas formas de resistência nos centros urbanos brasileiros, especialmente após a abolição formal da escravidão.

## Histórico
Os quilombos urbanos começaram a proliferar no fim do século XIX, em cidades como São Paulo, Santos, Rio de Janeiro e Salvador, onde era grande o número de escravos fugitivos, muitos deles vindos das zonas rurais. A vegetação de mata atlântica na periferia dessas cidades ajudava a manter abrigos e esconderijos. Em geral eram pequenos povoados, formados por casas de pau-a-pique, rodeadas pelas roças de milho e mandioca e pelas criações de de cabras, galinhas e porcos. Muitos dos seus moradores, porém, trabalhavam nos mercados e portos da cidade.
A Constituição Federal de 1988 reconheceu o direito à terra das comunidades remanescentes de quilombos, ampliando a visibilidade também às formações urbanas.
Depois da Lei Áurea, os redutos de fugitivos se tornaram territórios de preservação da cultura negra. Ali eram mantidas tradições herdadas dos africanos, como a capoeira, o batuque e o culto aos orixás, proibidos ou mal vistos pela sociedade.

## Características
Quilombos urbanos compartilham diversos traços comuns:
- Organização comunitária autônoma, frequentemente com práticas de autogestão.
- Preservação de saberes e culturas afro-brasileiras, como a capoeira, a religiosidade de matriz africana, a oralidade e festas populares.[4]
- Resistência sociopolítica frente a violações de direitos, ameaças de despejo e racismo estrutural.[4]
- Busca pelo reconhecimento jurídico como comunidades quilombolas para garantir acesso a políticas públicas[4].

## Reconhecimento
O direito das populações quilombolas à propriedade da terra, reconhecido a partir da Constituição Brasileira de 1988, levou a uma luta pelo reconhecimento dos quilombos urbanos. O primeiro a ser demarcado pelo Incra foi o Quilombo da Família Silva, em Porto Alegre, que recebeu a titulação em 2009. O segundo foi o Barranco de São Benedito, em Manaus, em 2014. Também foram reconhecidos pela Fundação Palmares quilombos urbanos no Rio de Janeiro e em Aparecida de Goiânia, em São Luís, entre outras cidades

## Exemplos de Quilombros pelo Brasil

### Quilombo da Bananeira (Jacobina -BA)
Segundo Edvânio Almeida (2021), essa comunidade preserva tradições como o Terno de Reis, práticas de terreiros e danças afro, sendo um exemplo de resistência cultural no semiárido baiano.

### Quilombo do Quingoma (Lauro de Freitas -BA)
Localizado em área de preservação ambiental, o Quingoma articula processos de formação tecnológica e pedagógica para fortalecer a identidade quilombola. A comunidade é um exemplo de enfrentamento aos desafios urbanos sem perder vínculos com tradições e ancestralidade.
Importante território negro urbano, cujas memórias e saberes tradicionais têm sido transmitidos inclusive por narrativas infantis, conforme pesquisa publicada na revista Encantar

## Educação e Cultura
Pode-se destacar a integração entre escola e comunidade quilombola, promovendo uma educação contextualizada que valorize os saberes locais e o protagonismo negro.
Outras pesquisas apontam para a importância de práticas educativas baseadas na história local, no território e na valorização da oralidade e da memória coletiva
Apesar dos avanços legais, muitas comunidades ainda enfrentam dificuldades no reconhecimento oficial e na titulação de suas terras. O processo é marcado por disputas fundiárias, violência urbana, gentrificação e invisibilidade institucional.